# كنيسة فيري غاليلي
كنيسة فيري غاليلي (باليونانية: ἄνδρες Γαλιλαῖοι)‏ هي كنيسة أرثوذكسية يونانية تقع في القمة الشمالية لجبل الزيتون في القدس الشرقية. وهي جزء من دير الجليل الصغيرعلى جبل الزيتون، التابع لبطريركية الروم الأرثوذكس في القدس، وتعمل كمقر إقامة خاص للبطريرك.

اسمها باللغة اللاتينية إنه مأخوذ من أعمال الرسل 1:11 ، حيث يخاطب رجلان يرتديان ملابس بيضاء الرسل بعد صعود يسوع:
"يا رجال الجليل، لماذا تقفون هنا تنظرون إلى السماء؟ هذا يسوع نفسه، الذي أُخذ منك إلى السماء، سيعود بنفس الطريقة التي رأيته بها يذهب إلى السماء".
يعتمد ارتباط هذا الموقع بالذات بالحلقة التوراتية على تقليد من العصور الوسطى، وصفه توماس كوك بأنه "لا قيمة له".
وفي هذا المكان، انعقد اللقاء التاريخي بين البابا بولس السادس، رئيس الكنيسة الكاثوليكية، وبطريرك القسطنطينية أثيناغوراس الأول، البطريرك المسكوني للكنيسة الأرثوذكسية الشرقية، عام 1964، وكان بمثابة خطوة مهمة في محاولة المصالحة المسكونية بين الطائفتين.

## موقع الكنيسة
تقع الكنيسة في القمة الشمالية لجبل الزيتون (810 متر)، وهي ليست بعيدة عن القمة الجنوبية حيث تقع كنيسة الصعود الأرثوذكسية الروسية وكنيسة الصعود القريبة، وعلى بعد قليل إلى الجنوب الغربي من الكنيسة اللوثرية الألمانية التي تحمل الاسم نفسه، وهو جزء من مجمع أوغوستا فيكتوريا.

## الوصف

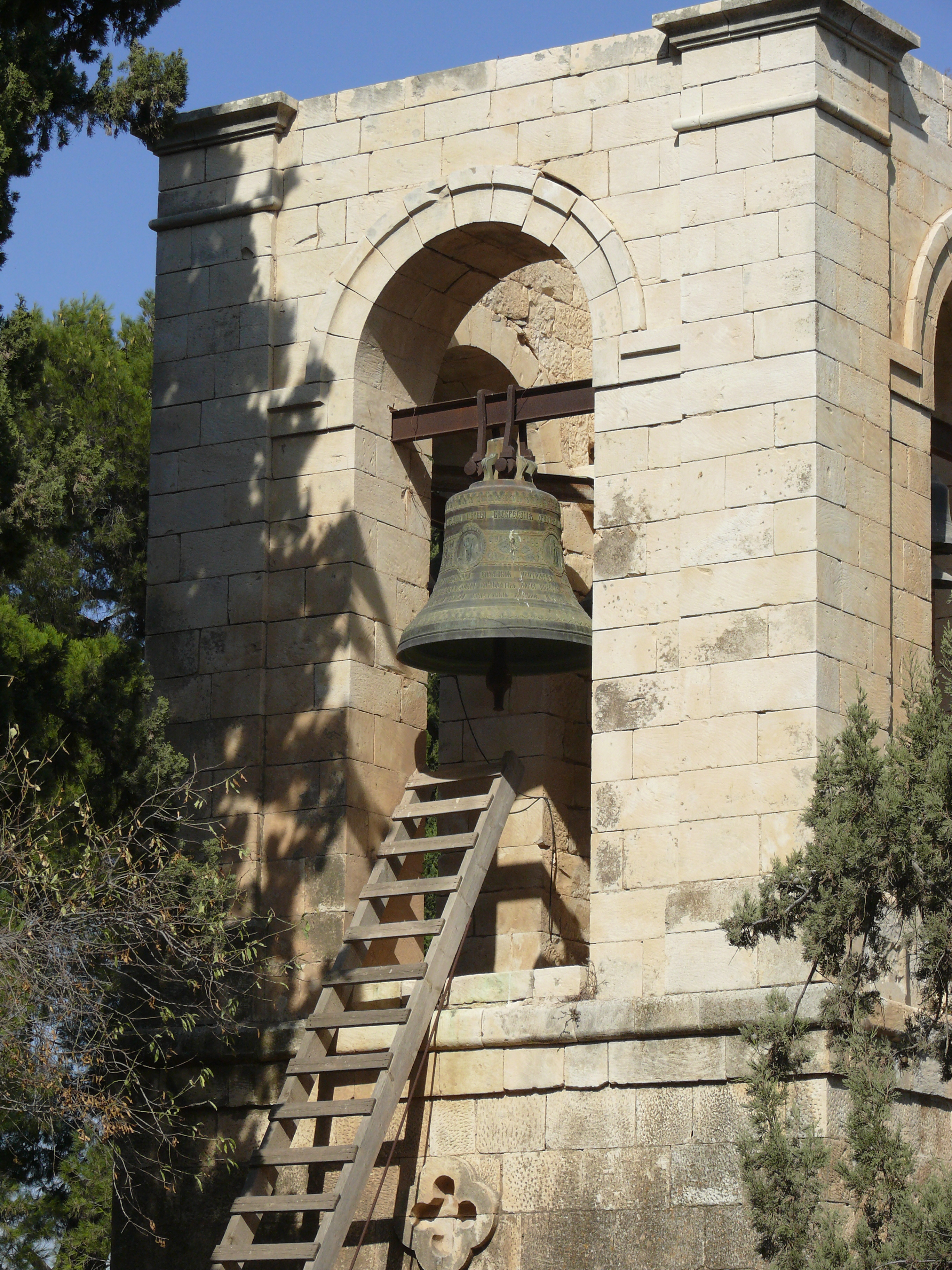
برج الجرس

يوجد على يمين ويسار الباب عمودان يمكن قراءة النقش عليهما باللغة اليونانية ( ΟΙ ΕΝΔΕΜΑΘΗΤΑΙ ΜΑΘΗΤΑΙ ΕΥΘΗΕΑΝΣΑΝ ΕΙΣ ΓΑΛΙΛΑΙΑΝ ΓΑΛΙ ΛΑΙΑΝ )، من متي 28:16: 
"وَأَمَّا الأَحَدَ عَشَرَ تِلْمِيذًا فَانْطَلَقُوا إِلَى الْجَلِيلِ إِلَى الْجَبَلِ، حَيْثُ أَمَرَهُمْ يَسُوعُ. وَلَمَّا رَأَوْهُ سَجَدُوا لَهُ، وَلكِنَّ بَعْضَهُمْ شَكُّوا. فَتَقَدَّمَ يَسُوعُ وَكَلَّمَهُمْ قَائِلًا: «دُفِعَ إِلَيَّ كُلُّ سُلْطَانٍ فِي السَّمَاءِ وَعَلَى الأَرْضِ، فَاذْهَبُوا وَتَلْمِذُوا جَمِيعَ الأُمَمِ وَعَمِّدُوهُمْ بِاسْمِ الآب وَالابْنِ وَالرُّوحِ الْقُدُسِ. وَعَلِّمُوهُمْ أَنْ يَحْفَظُوا جَمِيعَ مَا أَوْصَيْتُكُمْ بِهِ. وَهَا أَنَا مَعَكُمْ كُلَّ الأَيَّامِ إِلَى انْقِضَاءِ الدَّهْرِ». آمِينَ".

## الحالة الحالية
وبعد حرب 1967 والاحتلال الإسرائيلي للقدس الشرقية، ظلت هذه الكنيسة سليمة. أدين ضم إسرائيل الأحادي للقدس الشرقية عام 1980 باعتباره انتهاكا للقانون الدولي وأعلن مجلس الأمن التابع للأمم المتحدة في قرار مجلس الأمن التابع للأمم المتحدة رقم 478 أنه لاغ وباطل.